# Ника (Качаник)
Ника (алб. Nikaj) је насеље у општини Качаник, Косово и Метохија, Република Србија.

## Становништво
| Демографија | Демографија | Демографија |
| Година      | Становника  | Становника  |
| ----------- | ----------- | ----------- |
| 1948.       | 224         |             |
| 1953.       | 246         |             |
| 1961.       | 292         |             |
| 1971.       | 420         |             |
| 1981.       | 580         |             |
| 1991.       | 695         |             |